# Phaenobezzia beni
Phaenobezzia beni är en tvåvingeart som beskrevs av Meillon och Wirth 1983. Phaenobezzia beni ingår i släktet Phaenobezzia och familjen svidknott. Inga underarter finns listade i Catalogue of Life.